# 不能安全駕駛罪
不能安全駕駛罪，是《中華民國刑法》的一條刑事罪名，該罪處罰酒後駕駛或吸食毒品、服用藥品駕車導致產生公共安全危險的行為，俗稱酒駕罪。

## 條文規範
《中華民國刑法》第185條之3：

1. 駕駛動力交通工具而有下列情形之一者，處三年以下有期徒刑，得併科三十萬元以下罰金：
  1. 吐氣所含酒精濃度達每公升零點二五毫克或血液中酒精濃度達百分之零點零五以上。
  2. 有前款以外之其他情事足認服用酒類或其他相類之物，致不能安全駕駛。
  3. 服用毒品、麻醉藥品或其他相類之物，致不能安全駕駛。

2. 因而致人於死者，處三年以上十年以下有期徒刑，得併科二百萬元以下罰金；致重傷者，處一年以上七年以下有期徒刑，得併科一百萬元以下罰金。
3. 曾犯本條或陸海空軍刑法第五十四條之罪，經有罪判決確定或經緩起訴處分確定，於十年內再犯第一項之罪因而致人於死者，處無期徒刑或五年以上有期徒刑，得併科三百萬元以下罰金；致重傷者，處三年以上十年以下有期徒刑，得併科二百萬元以下罰金。

### 主觀要件
犯罪故意
本罪僅處罰故意犯，需有犯罪行為人有危險駕駛之故意才能成罪。所謂危險駕駛之故意，即行為人必須認知到其駕駛乃有致生公共危險之虞的狀態，並有意為之或至少發生不違背本意。

### 客觀要件
動力交通工具
行為人必須駕駛汽油、柴油等發動的動力交通工具；駕駛自行車等非動力交通工具不構成本罪。
駕駛行為
行為人需有「駕駛」行為，若只是單純坐臥於車輛內而未有駕駛行為，則不該當本罪。不過，近年法院實務見解傾向將「手動推車」等未啟動引擎的行為認定為駕駛行為。
酒精濃度
本罪第1項第1款採取抽象危險犯的立法模式，行為人只要客觀上吐氣酒精值（俗稱酒測值）達0.25毫克或血液酒精濃度達0.0005%以上，即視為對公共安全致生危險，不容反證推翻。
致不能安全駕駛
本罪第1項第2款、第3款規定服用毒品、麻醉藥物或其他影響精神狀態之物者，尚需陷入不能安全駕駛之狀態始能成罪，與前款飲用酒類不同。關於此規定，學理上有所爭執，一說認為「致不能安全駕駛」為具體危險犯之立法形式，行為人是否構成本罪應由法官事後審查是否確實處於無法安全駕駛之狀態；另一說則主張該要件僅係主體情狀，非具體危險犯之司法審查條款，該罪仍是屬於抽象危險犯之類型，法官不得擅自加以評斷。

### 加重結果
本罪第2項為结果加重犯之設計，針對故意犯本罪導致被害人死亡或重傷者加重處罰。

### 累犯加重
本罪第3項為累犯加重處罰規定，針對曾犯相同行為並經判決或緩起訴處分確定，並致被害人死亡或重傷者加重處刑。

## 歷史沿革
本罪自1999年制定以來，至今共修訂過5次，皆是朝加重刑罚與擴大適用範圍的方向修正。

### 2008年1月2日修正前條文
服用毒品、麻醉藥品、酒類或其他相類之物，不能安全駕駛動力交通工具而駕駛者，處一年以下有期徒刑、拘役或三萬元以下罰金。
本罪於1999年增定時僅有一項，針對酒駕、毒駕等行為皆需達「致不能安全駕駛」之程度始能成罪，並且最高僅處1年有期徒刑。

### 2013年6月11日修正前條文
1. 服用毒品、麻醉藥品、酒類或其他相類之物，不能安全駕駛動力交通工具而駕駛者，處二年以下有期徒刑、拘役或科或併科二十萬元以下罰金。
2. 因而致人於死者，處一年以上七年以下有期徒刑；致重傷者，處六月以上五年以下有期徒刑。

2008年本罪進行修訂，新增致死、致重傷的结果加重犯規定，並提高刑度。

### 2019年6月19日修正前條文
1. 駕駛動力交通工具而有下列情形之一者，處二年以下有期徒刑，得併科二十萬元以下罰金：
  1. 吐氣所含酒精濃度達每公升零點二五毫克或血液中酒精濃度達百分之零點零五以上。
  2. 有前款以外之其他情事足認服用酒類或其他相類之物，致不能安全駕駛。
  3. 服用毒品、麻醉藥品或其他相類之物，致不能安全駕駛。

2. 因而致人於死者，處三年以上十年以下有期徒刑；致重傷者，處一年以上七年以下有期徒刑。

本次修正大幅更動構成要件，在服用酒類的情形刪去「致不能安全駕駛」的條款，並參考其他國家相關規範直接訂定嚴格的酒測值標準；同時也提高了结果加重犯的刑度。

### 2021年1月28日修正前條文
1. 駕駛動力交通工具而有下列情形之一者，處二年以下有期徒刑，得併科二十萬元以下罰金：
  1. 吐氣所含酒精濃度達每公升零點二五毫克或血液中酒精濃度達百分之零點零五以上。
  2. 有前款以外之其他情事足認服用酒類或其他相類之物，致不能安全駕駛。
  3. 服用毒品、麻醉藥品或其他相類之物，致不能安全駕駛。

2. 因而致人於死者，處三年以上十年以下有期徒刑；致重傷者，處一年以上七年以下有期徒刑。
3. 曾犯本條或陸海空軍刑法第五十四條之罪，經有罪判決確定或經緩起訴處分確定，於五年內再犯第一項之罪因而致人於死者，處無期徒刑或五年以上有期徒刑；致重傷者，處三年以上十年以下有期徒刑。

2019年本罪再次進行修訂，此回增訂了累犯加重處罰規定，以回應社會期待。

## 與殺人罪的區別
酒駕被視為極為不可饒恕的嚴重犯罪，甚至不乏「酒駕肇事應比照殺人罪判刑」的聲音，但這其實是對於法律適用不瞭解所造成的誤會：

### 酒駕是否具有殺人的間接故意
首先，大陸法系刑法中本就存在間接故意的概念，意指犯行為人只要「知其發生，且發生不違背本意」就會被認定具有犯罪故意。換言之，在酒駕肇事的案例中，如果行為人一開始就充分認知到其酒駕之行為可能造成他人傷亡，卻認為反正出事也沒差，此時即有「殺人」的故意，得直接適用《刑法》第271條殺人罪；反之，若行為人僅是基於僥倖心態，認為自己「應該不會運氣差到出事」，則屬於有認識過失的範疇，應依本罪第2項致人於死的加重結果處罰。

### 兩罪保護法益不同
再者，本罪與「殺人罪」保護的法益並不相同。本罪置於「公共危險罪章」一節，屬於侵害社會法益之犯罪，所保護者乃公眾往來的交通安全，並非針對個人的生命權加以保護。因此，本罪處罰的是「不能安全駕駛」的行為，而非「肇事結果」；即使未肇事本罪仍予以處罰，因此在未肇事的情形自然不可能比照殺人重罪處理；至於肇事的情形，本罪已於2008年修正時新增结果加重犯的規定，兼顧對於個人生命、身體法益的保護。
2019年修法時，行政院曾為安撫民意而提出「酒駕肇事如有致人於死之故意，應視同殺人罪」的草案，被批評是「懲罰性制裁」，實際上未起到任何效果，因為該等行為本來就可以適用殺人罪處罰。最終立法院審議時並未採納。

## 相關爭議
本罪一直極具爭議性，一般民眾與法界人士的訴求幾乎大相逕庭。由於新聞媒體渲染，加之一般大眾不瞭解刑法罪名的相關適用與競合，直覺認定刑度過低、處罰寬鬆才會導致酒駕事件層出不窮；但司法界則多半不以為然，主張現行不能安全駕駛罪的刑度與酒測值標準已經是舉世罕見之嚴格，況且酒駕造成的死傷人數並無明顯偏高，近年來甚至有逐年下降的趨勢，認為應朝「預防勝於治療」的方向加強取締、安全宣導等措施，而非一昧訴諸民粹的予以重刑化。